# 더☆도라에몽즈 벌레벌레 뿅뿅 대작전!
벌레벌레 뿅뿅 대작전!!은 도라에몽 노비타의 남해대모험과 돌아왔다 도라에몽의 동시 상영작이다. 2112년 도라에몽의 탄생의 번외편에 해당한다.
이 영화는 러닝타임이 30분인 전작에 비해 러닝타임이 절반 정도인 16분의 짧은 러닝타임을 가지고 있다. 또한 마지막 장면에 도라에몽즈가 하늘에서 낙하할 때 조금씩 흐르는 곡은 마녀 배달부 키키의 BGM 중 하나인 맑은 날에와 흡사하고 있다.
공개 이전에 도라에몽에서 방영된 예고편에서는 타이틀의 백에서 격렬한 점멸이 이용되고 있었다. 하지만 공개 이후에 출시된 비디오에서 점멸 장면은 전혀 없었다. 또한 도라에몽즈가 영화에서 가장 친한 친구 삼았던 전화 카드를 사용하지 않은 것으로 최초이다.

## 줄거리
도라에몽즈는 로봇 학교의 졸업을 앞두고 수학여행을 즐기고 있었다.
그러나 마지막 날, 교장으로부터 벌레형 로봇과 2인 1조로 일몰 전까지 학교에 도착하라는 졸업 시험을 받게 된다. 게다가 비밀도구는 시험에서 사용 시 실격 및 낙제 된다.
도라에몽즈를 비롯한 로봇학교 학생들은 매우 당황스러워하며 벌레형 로봇을 타고 학교에 가기로 한다. 하지만 언제나 마이페이스인 도라니코프는 애벌레형 로봇을 타고 간다. 동급생인 모모와 여고생 로봇들에게 조롱당하고 동료들이 위험할 때 동료들을 구해주면서 느긋하게 진행되고 있었지만・・・.

## 캐스팅
도라에몽즈 및 관련 캐릭터에 대해서는 더☆도라에몽즈를 참고하십시오.
| 등장인물          | 성우                               |
| ----------------- | ---------------------------------- |
| 도라니코후        | 사쿠라이 토시하루                  |
| 야고로보→톤보로보 | 타무라 유카리                      |
| 모모(복숭아)      | 카와카미 토모코                    |
| 도라 더 키드      | 난바 케이이치                      |
| 왕도라            | 하야시바라 메구미                  |
| 엘 마타도라       | 나카오 류세이                      |
| 도라메도 3세      | 사토 마사하루                      |
| 도라리뇨          | 스즈키 미에                        |
| 도라에몽(노란색)  | 요코야마 치사                      |
| 테라오도이 교장   | 나가이 이치로                      |
| 쿠모로보          | 오오토모 류자부로                  |
| 다카메로보        | 미도리카와 히카루・이와나가 테츠야 |
| 경찰              | 야나기사와 에이지                  |
| 여자로봇          | 나가시마 유코・유키노 사츠키       |

## 스태프
- 원작 - 후지코 F. 후지오
- 감독 - 요네타니 요시모토
- 각본 - 테라 노리후미, 요네타니 요시모토
- 연출 - 하부 나오야스
- 작화감독 - 타카쿠라 요시히코
- 미술감독 - 아카시 세이코
- 촬영감독 - 쿠마 마사히로
- 녹음감독 - 오오쿠마 아키라
- 음약 - 미야자키 신지
- 편집 - 오카야스 하지메
- 동영상 체크 - 하라 카스미
- 색채 설계 - 테루야 미와코
- 원화 - 사사키 마사카츠 , 하야시 시즈카 하라 카츠노리 , 타카쿠라 요시히코 , 치바 유미, 츠지 시겐히토 , 마쓰이 사토루카즈요
- 동영상 - 이케노타니 야스오, 나카무라 히사코, 마츠다 아키코, 나라오카 히카루, 요네타니 에이코
- 채색 - 스튜디오 킬리, 베가 엔터테인먼트
- 특수효과 - 마에카와 타카시
- 리스마스쿠 - 마키프로
- 애니메이션 협력 - 베가 엔터테인먼트
- 배경 - 스튜디오 유니
- 촬영 - 도쿄 애니메이션 필름
- 편집 - 코지마 토시히코, 나카하 유미코, 무라이 히데아키 , 카와사키 아키히로 , 미야케 케이키
- 효과 - 마츠다 아키히코 (소다 사운드 크리에이션)
- 녹음 스튜디오 - APU 스튜디오
- 믹서 - 우치야마 타카아키
- 조수 믹서 - 다구치 노부타카
- 음향제작 - AUDIO PLANNING U
- 음향제작 데스크 - 오오자와 메구미
- 음악협력 - 사이토 유지, 타치하라 이지
- 기술 협력 - 모리 미키오
- 타이틀 - 미치카와 아키라
- 현상 - 도쿄현상소
- 프로듀서 - 마시코 아지로 , 기무라 준이치, 카지 아츠시
- 제작 협력 - 후지코 프로, 아사츠DK(ADK)
- 제작 - 신에이 동화, 쇼가쿠칸, TV아사히

## 추가 내용
- 2112년 도라에몽의 탄생에 출연한 게스트가 있다.
- 전작의 괴도 도라팡이 여기서도 출연중이다.

## 수상 경력
- 제16회 골든 글로스 우수상(은상)